# Rally de Madrid de 1998
El Rally de Madrid de 1998, oficialmente 15.º Rally de Madrid, fue la decimoquinta edición y la decimotercera cita de la temporada 1998 del Campeonato de España de Rally. Se celebró del 27 al 28 de noviembre y contó con un itinerario de catorce tramos que sumaban un total de 154 km cronometrados.

## Itinerario
| Día   | Tramo | Nombre         | Distancia | Ganador                      | Líder       |
| ----- | ----- | -------------- | --------- | ---------------------------- | ----------- |
| Día 1 | TC1   | El Vellón      | 4.60 km   | Jesús Puras                  | Jesús Puras |
| Día 1 | TC2   | El Atazar      | 17.70 km  | Jesús Puras                  | Jesús Puras |
| Día 1 | TC3   | Madarquillos   | 6.30 km   | Jesús Puras                  | Jesús Puras |
| Día 1 | TC4   | Navafría       | 16.40 km  | Luis Climent Manuel Muniente | Jesús Puras |
| Día 1 | TC5   | Canencia       | 12.50 km  | Jesús Puras                  | Jesús Puras |
| Día 1 | TC6   | La Cabrera     | 5.40 km   | Jesús Puras                  | Jesús Puras |
| Día 1 | TC7   | Jarama         | 14.50 km  | Luis Climent Manuel Muniente | Jesús Puras |
| Día 1 | TC8   | Jarama 2       | 14.50 km  | Jesús Puras                  | Jesús Puras |
| Día 1 | TC9   | El Vellón 2    | 4.60 km   | Jesús Puras                  | Jesús Puras |
| Día 1 | TC10  | El Atazar 2    | 17.70 km  | Jesús Puras                  | Jesús Puras |
| Día 1 | TC11  | Madarquillos 2 | 6.30 km   | Jesús Puras                  | Jesús Puras |
| Día 1 | TC12  | Navafría 2     | 16.40 km  | Jesús Puras                  | Jesús Puras |
| Día 1 | TC13  | Canencia 2     | 12.50 km  | Jesús Puras Luis Climent     | Jesús Puras |
| Día 1 | TC14  | La Cabrera 2   | 5.40 km   | Manuel Muniente              | Jesús Puras |

## Clasificación final
| Pos. | Piloto           | Copiloto                 | Automóvil               | Tiempo  | Diferencia |
| ---- | ---------------- | ------------------------ | ----------------------- | ------- | ---------- |
| 1.   | Jesús Puras      | Carlos del Barrio        | Citroën Xsara Kit Car   | 1:22:20 | 0.0        |
| 2.   | Luis Climent     | José Antonio Muñoz       | Renault Mégane Maxi     | 1:22:55 | +0:35      |
| 3.   | Luis Monzón      | José Carlos Déniz        | Renault Mégane Maxi     | 1:23:24 | +1:04      |
| 4.   | Manuel Muniente  | José Vicente Medina      | Peugeot 306 Maxi        | 1:23:36 | +1:16      |
| 5.   | Sergio Vallejo   | Diego Vallejo            | Citroën Saxo Kit Car    | 1:28:28 | +6:08      |
| 6.   | Javier Azcona    | Inma Vittorini           | Citroën Saxo Kit Car    | 1:29:18 | +6:58      |
| 7.   | Santi Concepción | Urbano Alonso            | Ford Escort RS Cosworth | 1:30:48 | +8:28      |
| 8.   | Joan Vinyes      | Manel Muñoz              | Citroën Saxo VTS        | 1:34:35 | +12:15     |
| 9.   | Roberto Solís    | Francisco Javier Álvarez | Peugeot 106 Rallye      | 1:34:43 | +12:23     |
| 10.  | Antonio Garrido  | José Alfredo Álvarez     | Subaru Impreza WRX      | 1:34:58 | +12:38     |